# Lokomotiva 140
Lokomotiva řady 140 je univerzální elektrická lokomotiva na stejnosměrný proud určená pro osobní vlaky, rychlíky i nákladní vlaky. Vyráběly ji v letech 1953 až 1958 tehdejší závody V. I. Lenina, tedy Škoda Plzeň, které ji označily továrním typem Škoda 12E. Patří k československým elektrickým lokomotivám tzv. I. generace. Jednalo se o první po válce v Československu vyrobenou elektrickou lokomotivu určenou pro nově elektrizované tratě soustavou 3 kV DC, která se začala budovat už v roce 1948.

## Vývoj a zkoušky v provozu
Objednávka na nové elektrické lokomotivy pro ČSD přišla už v roce 1946. Bylo rozhodnuto, že budou využity moderní zahraniční technologie, proto byly k vývoji přizvány též švýcarské firmy Société Anonyme des Ateliérs de Sécheron a Lokomotiv und Maschinefabrik Winterthur, které umožnily licenční výrobu některých potřebných komponentů. V roce 1953 byl hotov prototypový stroj označený E 499.001, jenž mohl být vyzkoušen na tratích v pražském železničním uzlu, které byly elektrizovány ve dvacátých letech soustavou 1500 V DC. Lokomotiva zde tedy mohla jezdit jen na poloviční výkon. Proto byla poté předána do Žiliny, kde již mohla jezdit pod plným napětím 3000 V na první československé nově elektrizované trati do Vrútek. Pro vyzkoušení v plném traťovém provozu byla převedena do Polska, kde se v té době mohla projet na delších úsecích a najezdila zde spolu s druhým strojem E 499.002 bez větších problémů 100 000 km. Poté se oba stroje vrátily zpět do Československa do depa Praha hlavní nádraží, ale za dva roky (1956) už byly předány do Žiliny. Při pokračování dodávek z výrobního závodu byly nové lokomotivy vždy nejdříve deponovány na Hlavním nádraží v Praze, kde byly oživeny a vyzkoušeny v provozu a poté předávány do dalších dep.

## Konstrukce
U řady 140 je použita ocelová skříň se dvěma koncovými stanovišti strojvedoucího, do nichž je vstup zvenku vždy dveřmi z levé strany. Mezi stanovišti se nachází strojovna se šesti bočními kruhovými okny na každé straně. Pohon zajišťují čtyři trakční motory, pro každou nápravu jeden. Regulace výkonu probíhá mařením přebytečného napětí v odporníku s litinovými články, který je umístěn na střeše mezi sběrači. Elektromotory se zapojují podle polohy hlavního kontroléru buď sériově nebo paralelně vždy se dvojicí motorů v sérii. Lokomotiva je napájena elektřinou přes dva trolejové sběrače na střeše.
- Ostrava hlavní nádraží, 140.087 v čele nákladního vlaku
- Ostrava-Svinov, E499.004 v čele zvláštního expresního vlaku „Retro Ostravan“, pohledem ze stanoviště strojvedoucího
- Continental classic express v čele s lokomotivou E 499.047 (Bohumín)

## Provoz

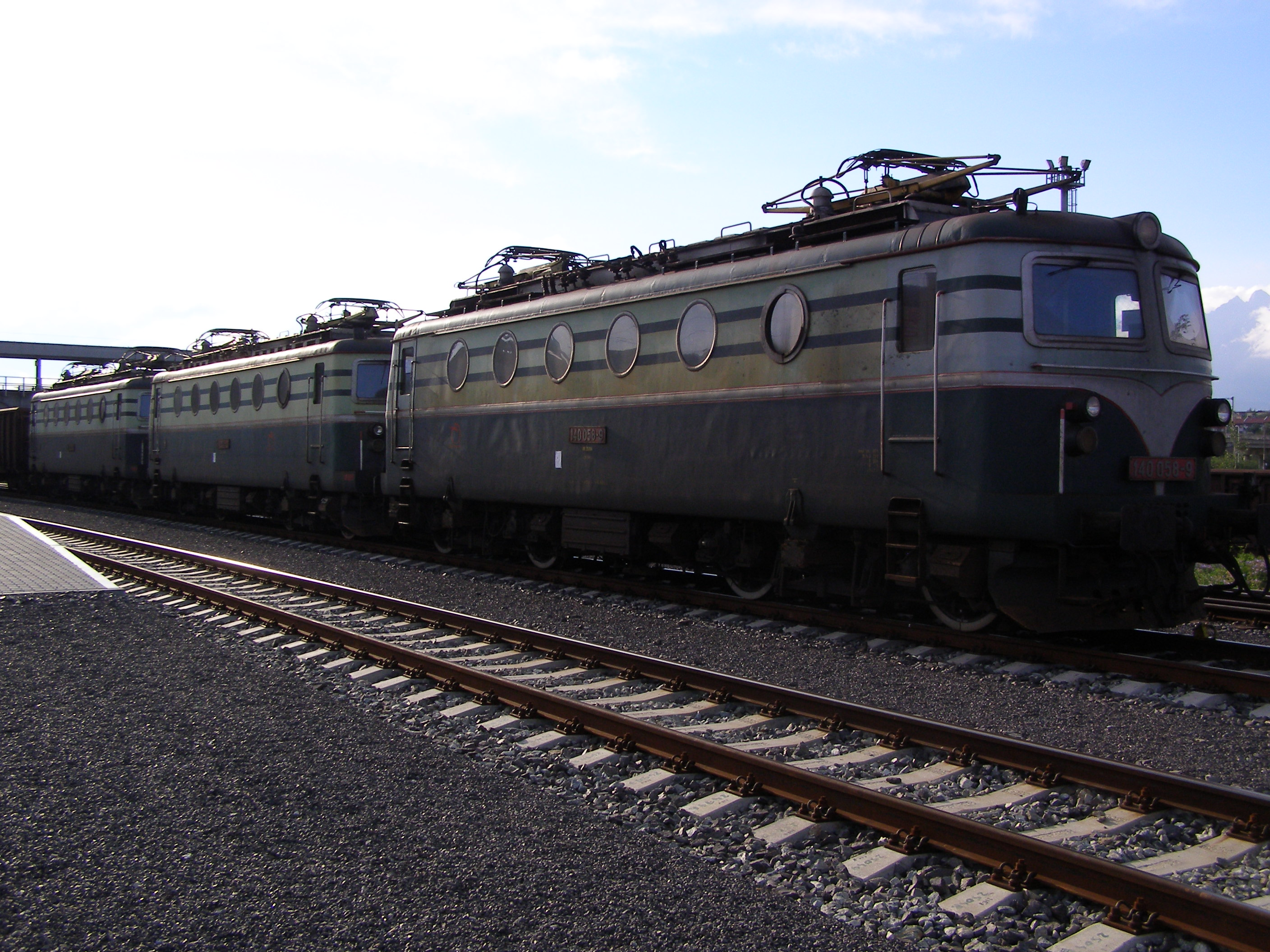
Konvoj odstavených lokomotiv 140 ve stanici Poprad-Tatry v létě 2008. Čekají zde na odtažení do dílen, kde budou upraveny pro potřeby soukromého dopravce

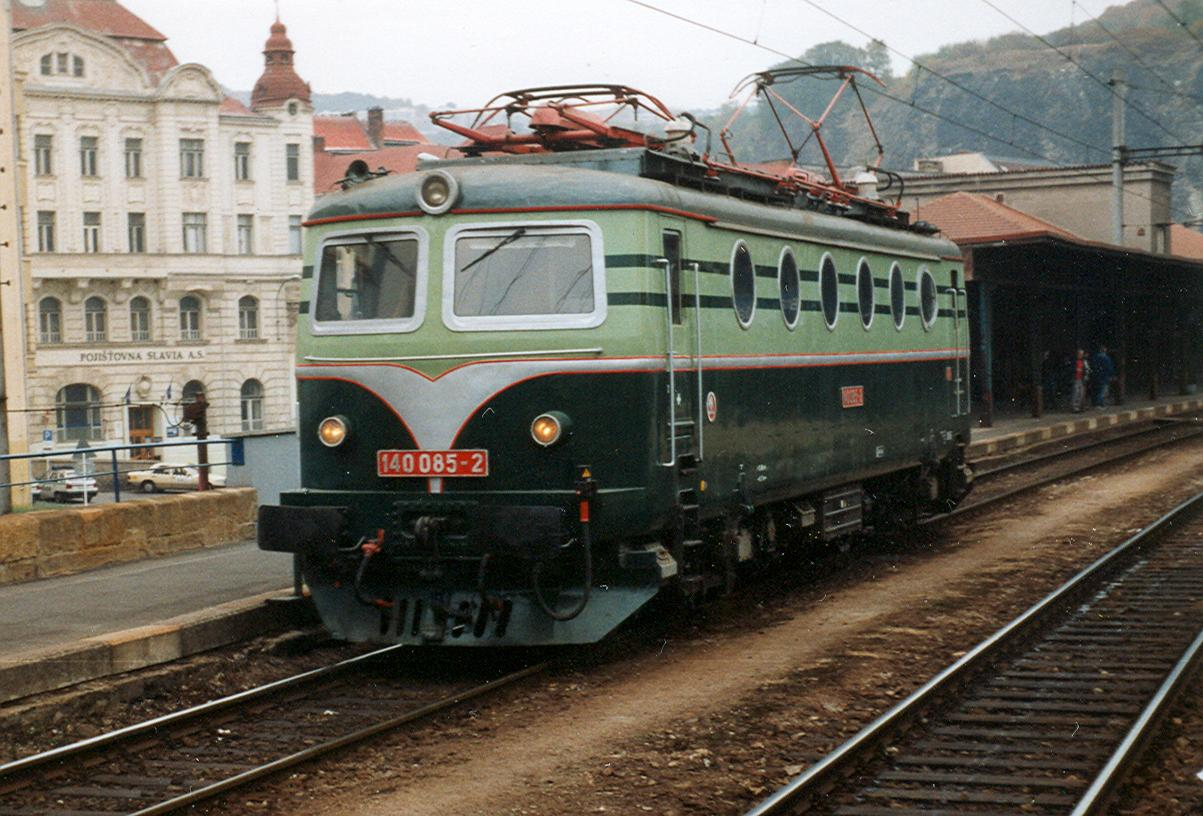
140.085 v zeleno-hráškovém nátěru, který dostávaly z výroby stroje pozdějších sérií.

Původně byly lokomotivy dodávány do všech lokomotivních dep, kde byla potřeba nových elektrických strojů. Proto se dostávaly kromě LD Praha hlavní nádraží i do depa Ústí nad Labem a dokonce do později výhradně motorového depa Nymburk. Dále sloužily v České Třebové, Ostravě, Žilině, Spišské Nové Vsi a Košicích. Později byly často mezi depy různě přesouvány, ale v polovině 80. let se všechny ocitly v moravských, slezských a slovenských depech.
Původní teze univerzální lokomotivy pro osobní i nákladní dopravu se sice u řady 140 nenaplnila, ale lokomotivy se staly užitečnými stroji pro dopravu rychlíků, zastávkových vlaků i lehčích nákladních vlaků. V provoze je neohrozily dodávky nových strojů v 60. a 70. letech. S dálkovými vlaky zajížděly denně ze Slovenska až do Prahy, v Púchově přebíraly od motorových lokomotiv rychlíky z Bratislavy do Košic. Mezi zajímavé výkony bezesporu patřila vozba vojenského rychlíku Moskva – Milovice, se kterými jezdily žilinské stroje do Lysé nad Labem, kde byl vlak předán motorové lokomotivě, která ho dovezla do nedalekých Milovic, elektrický stroj pak v Lysé čekal na zpáteční vlak, se kterým se vrátil zpět na Slovensko.
Až do konce 80. let zůstávala pozice řady 140 neotřesitelná. Sice se těžiště jejich práce přesouvala od dálkových vlaků spíše k těm osobním, nákladním nebo poštovním rychlíkům (v roce 1978 totiž došlo k dodávce 27 kusů nových lokomotiv dnešní řady 150 určených právě pro dálkové vlaky na trase Praha – Košice), ale v provozu byly všechny nepoškozené stroje. V 80. letech ale začaly ČSD odebírat nové stroje řad 162 a 163, které začaly starší řadu 140 rychle vytlačovat. Po roce 1988, kdy se turnusová potřeba řady 140 snížila, byly nejprve odstaveny stroje v horším technickém stavu. Další citelnou ranou pro její provoz se stalo odhalení konstrukční vady na podvozcích po nehodě jedné lokomotivy na Slovensku v první polovině 90. let, která byla následně zjištěna i u jiných strojů. Poté byla zrušena spousta dalších lokomotiv. V ČR probíhalo rušení o poznání rychleji než na Slovensku, a tak zde zůstalo na konci 90. let v depu v Olomouci jen posledních pár kusů. Na Slovensku zůstávaly dlouho v provozu v depech Žilina a Košice. V roce 2004 a 2005 byly dokonce tři stroje upraveny pro provoz v Polsku, kam zajížděly s rychlíky po nově elektrizované trati Čadca – Zwardoń a dále až do Katowic.
Některé stroje pocházející ze Slovenska jsou pak provozovány soukromými dopravci v Polsku (u CTL Logistics jako řada ET13 a u Rail Polska pod původním označením), na Slovensku (Slovenská železničná dopravná spoločnosť) a v Česku (Ostravská dopravní společnost, Arriva vlaky, IDS Cargo).

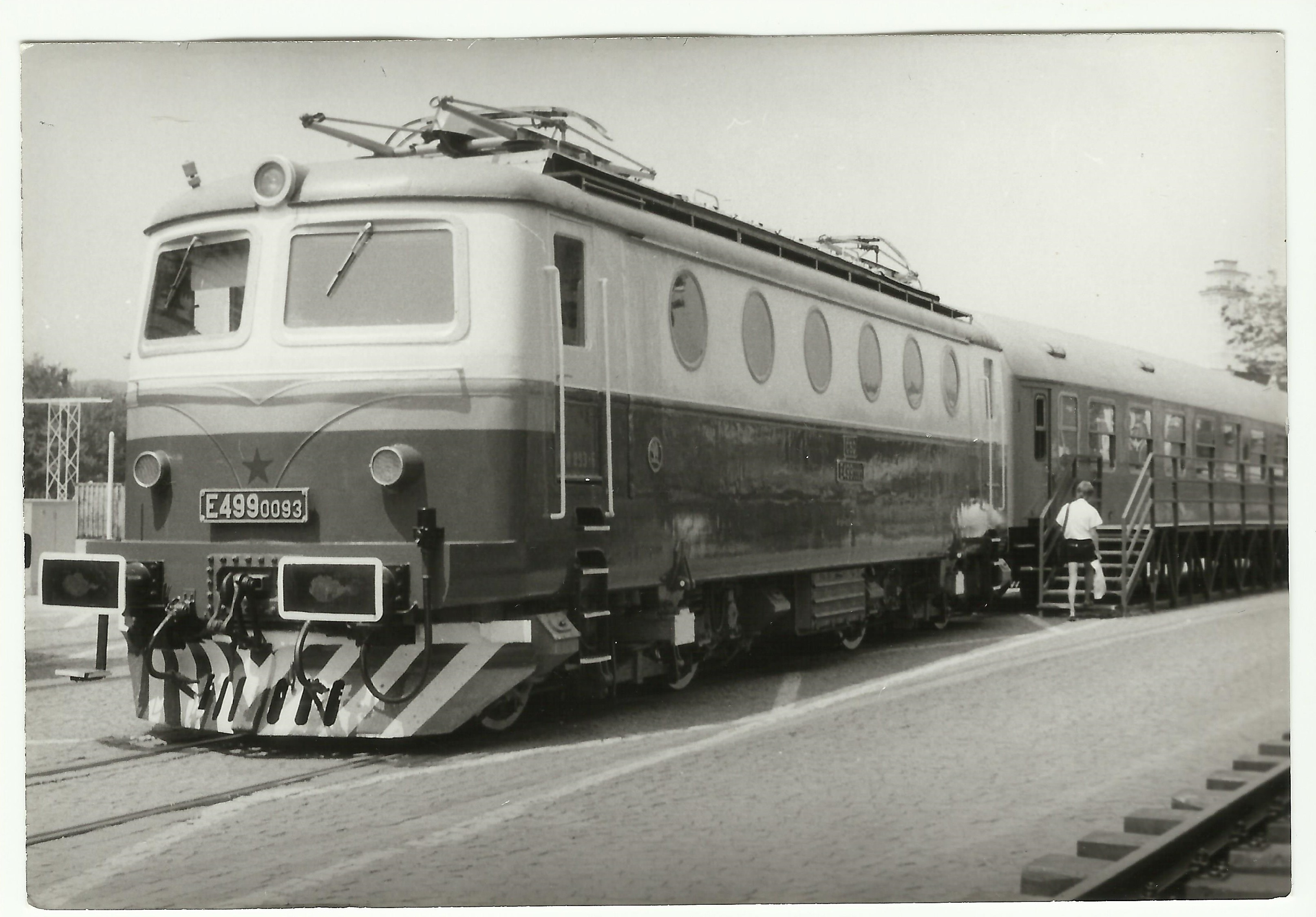
E499.0093 na Brněnském výstavišti 8. července 1989.
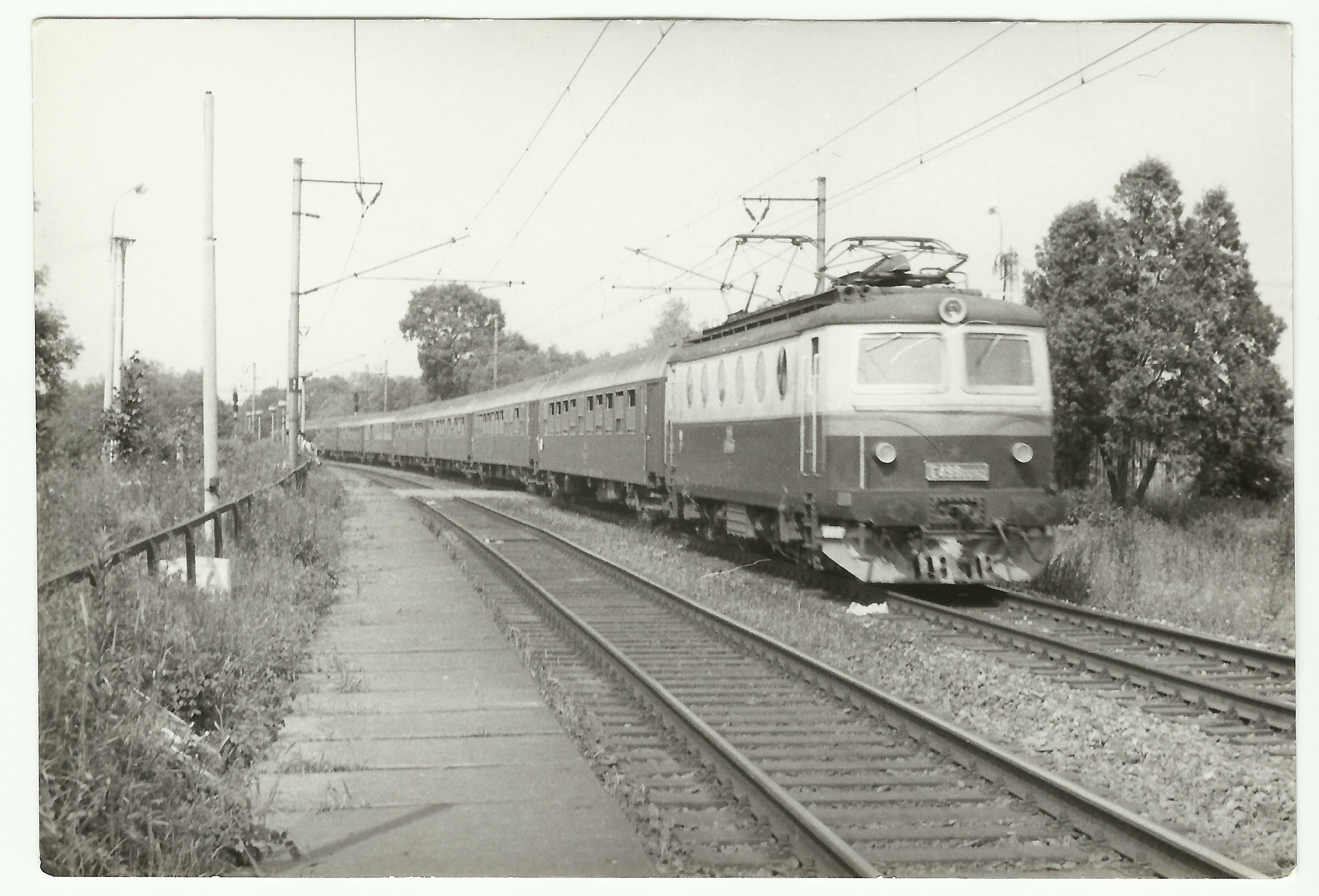
E499.0032 v Polance nad Odrou v roce 1989.
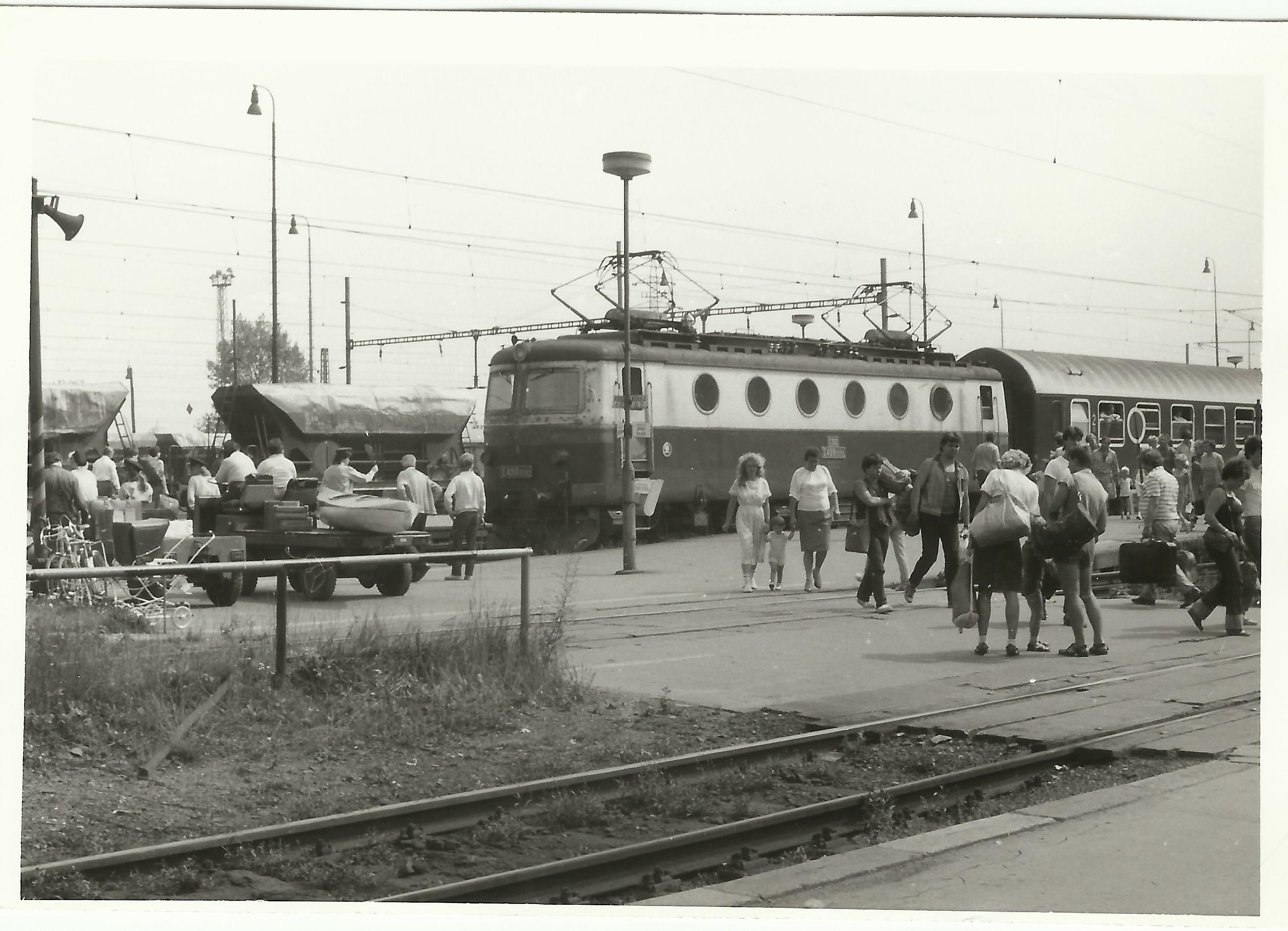
E499.0032 v Ostravě–Porubě v roce 1986.
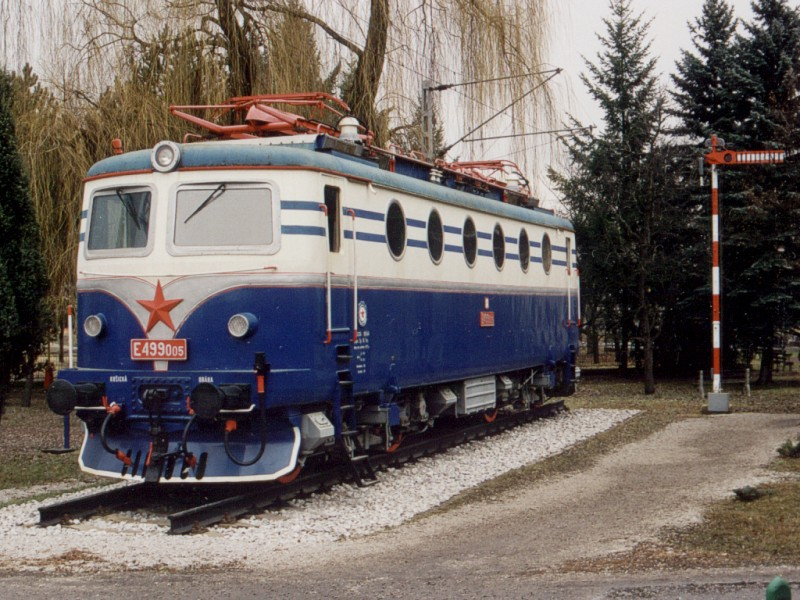
140.005
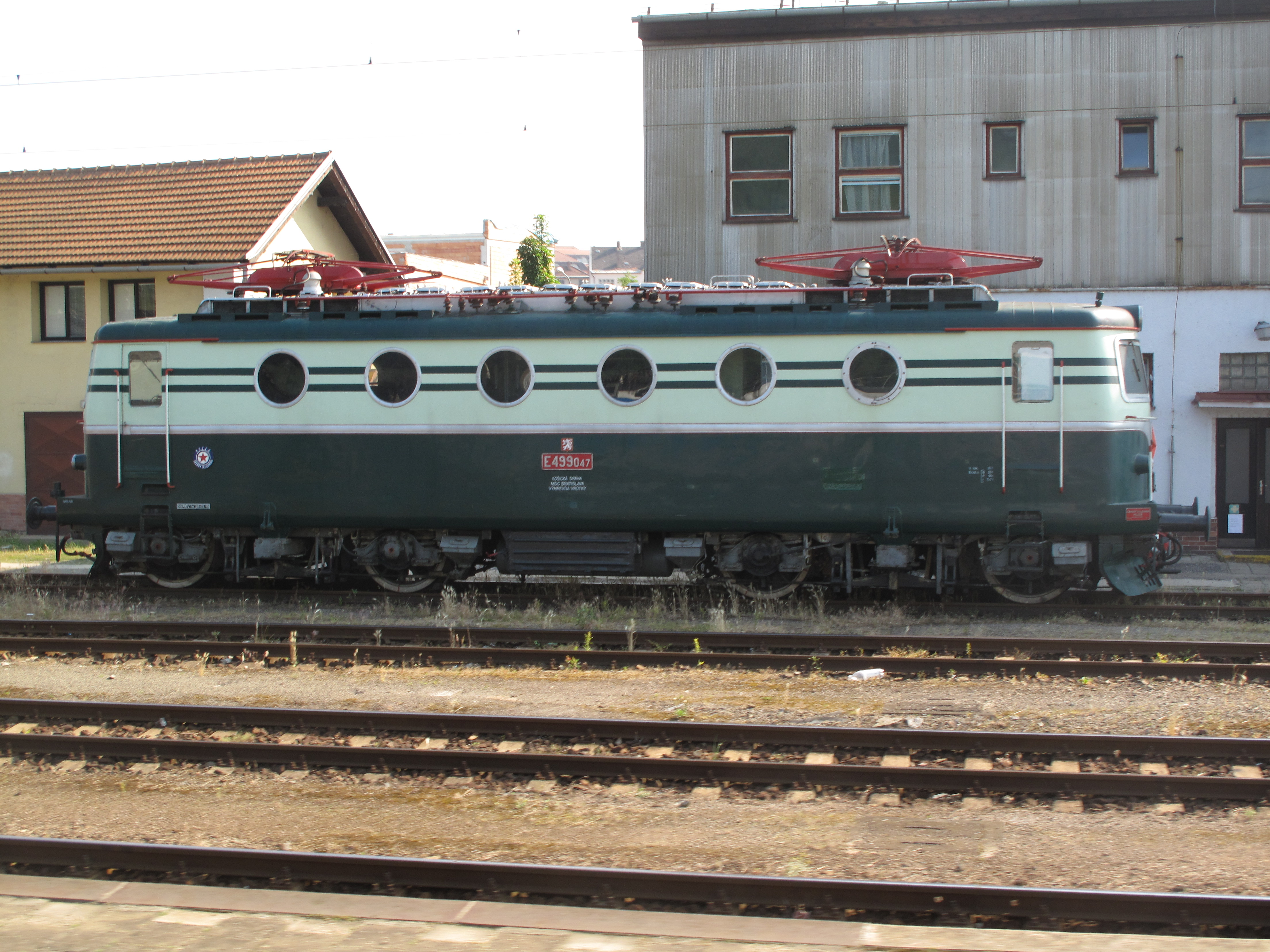
140.047
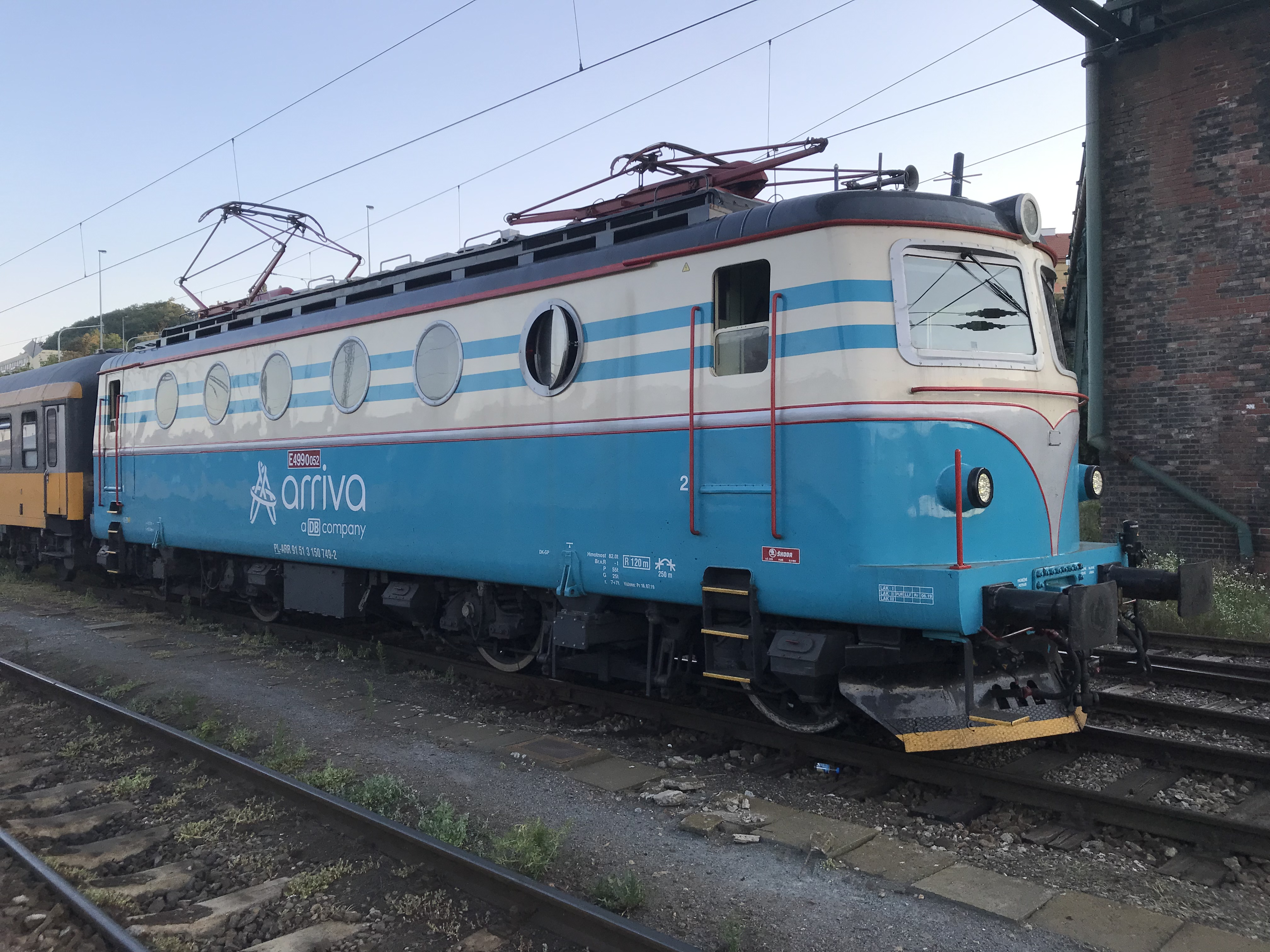
E499.0052 na Smíchově
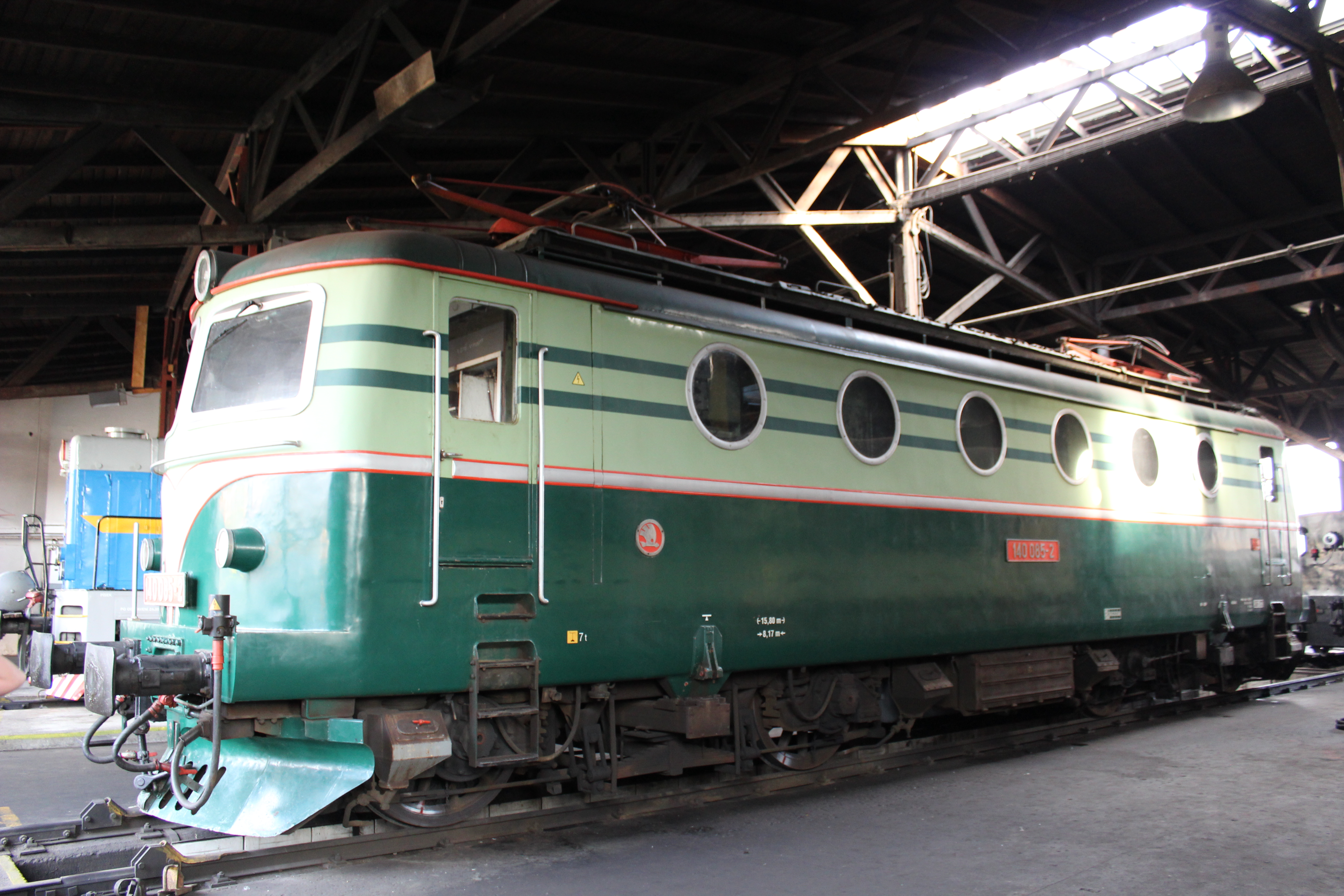
140.085
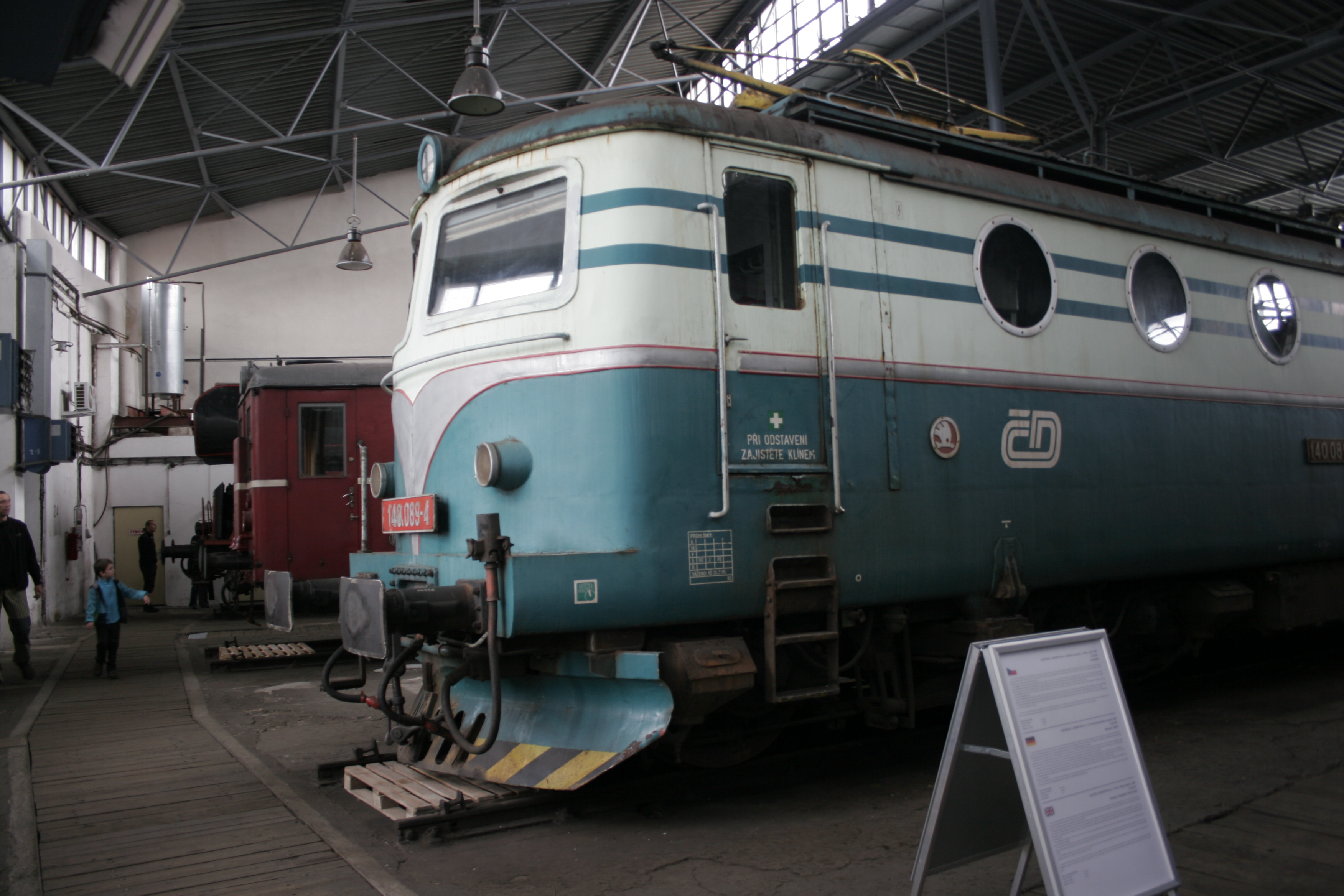
140.089
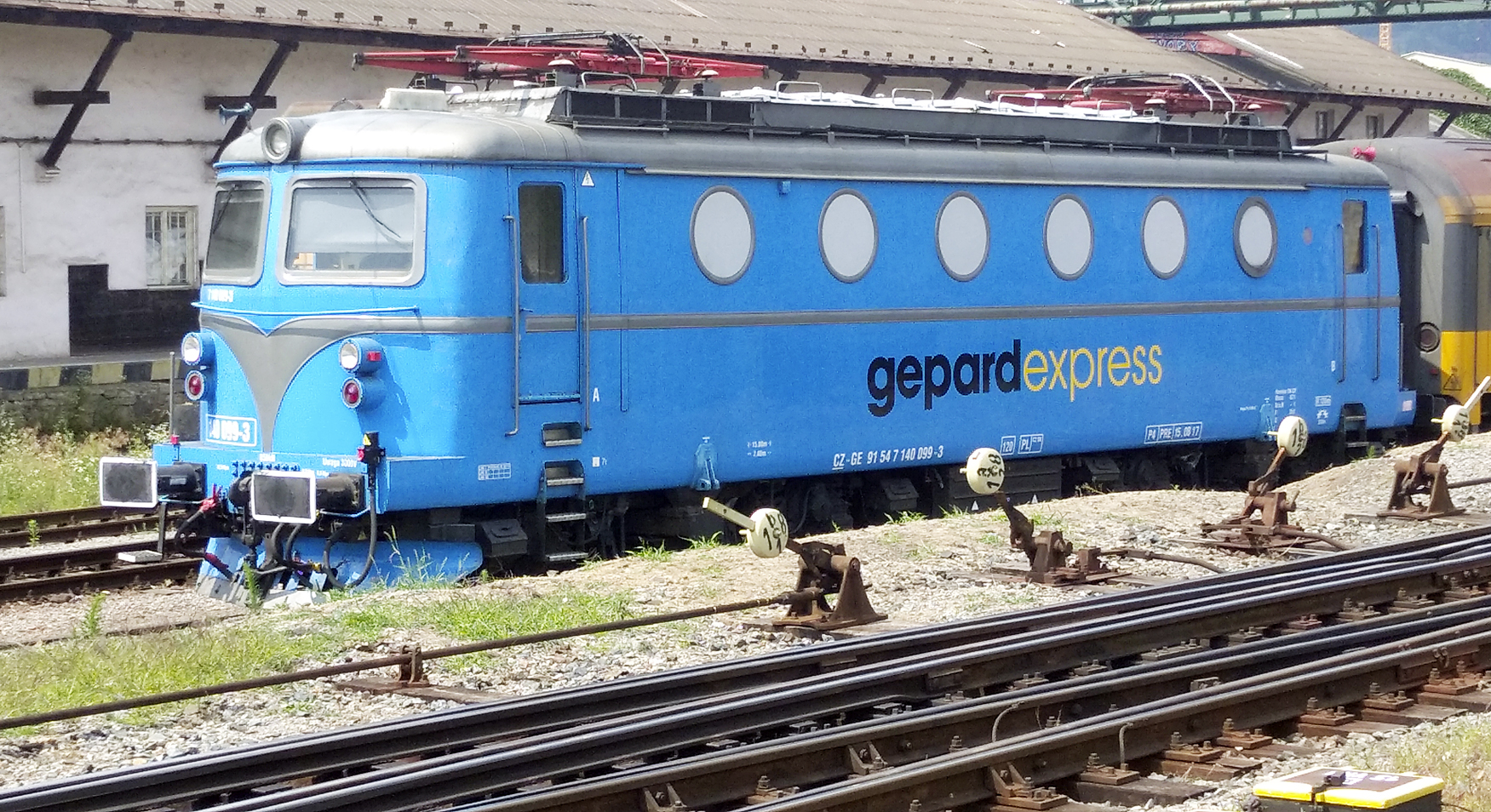
140.099
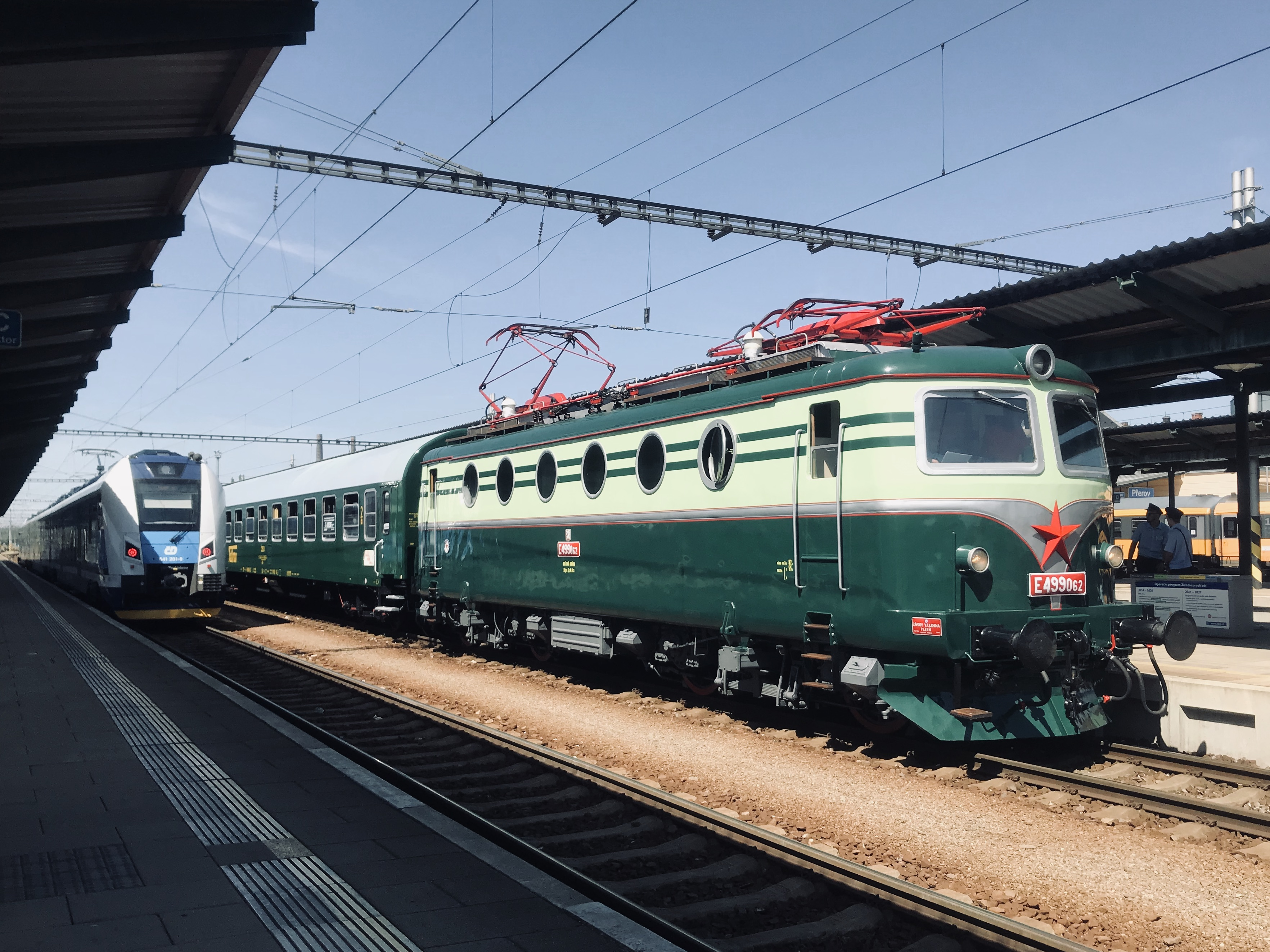
Lokomotiva 140.062 v srpnu roku 2023 v Přerově

## Význam

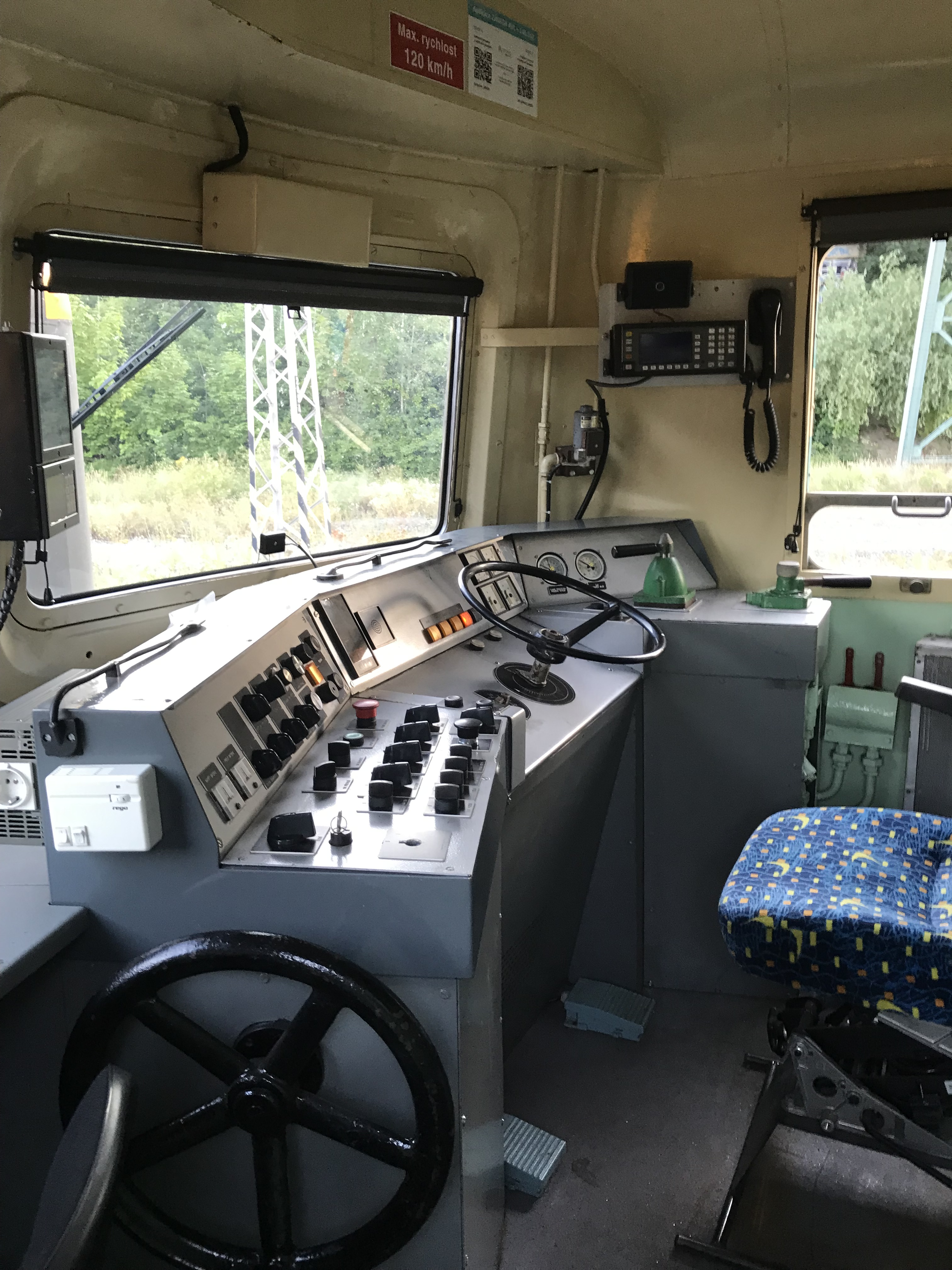
Stanoviště strojvedoucího lokomotivy E499.0052

Lokomotivy řady 140 byly prvními poválečnými elektrickými lokomotivami, které vyrobila plzeňská firma Škoda. Díky spolupráci se švýcarskými výrobci znamenala výroba těchto lokomotiv velký technologický skok, díky kterému jsou tyto stroje srovnatelné se soudobými typy západní produkce. Její konstrukční řešení i funkční design se staly základem pro další kvalitní lokomotivy Škoda až do 70. let. Stroje ze Škody odvozené z československé řady 140 byly úspěšně vyvezeny do Sovětského svazu a KLDR, kde jsou v provozu dodnes. Vzhledem k nákladnosti licencí však urychleně pokročily práce na vývoji vlastního typu lamelové spojky, která byla poprvé vyzkoušena v roce 1957 na lokomotivě E 499.101 (prototypu pozdější, již bezlicenční, řady 141).

## Historické lokomotivy
- 140.001 (Železničné múzeum Slovenskej republiky, svěřena Železničnému klubu Tatran)
- 140.004 (České dráhy, depo Bohumín)
- 140.005 (Železničné múzeum Slovenskej republiky, vystavena na pomníku v RD Spišská Nová Ves)
- 140.047 (Železničné múzeum Slovenskej republiky, svěřena Spolku Výhrevne Vrútky)
- 140.062 (Železničný klub Tatran)
- 140.085 (České dráhy, železniční muzeum Olomouc)
- 140.089 (Národní technické muzeum, depozitář Chomutov)